# Luma TV

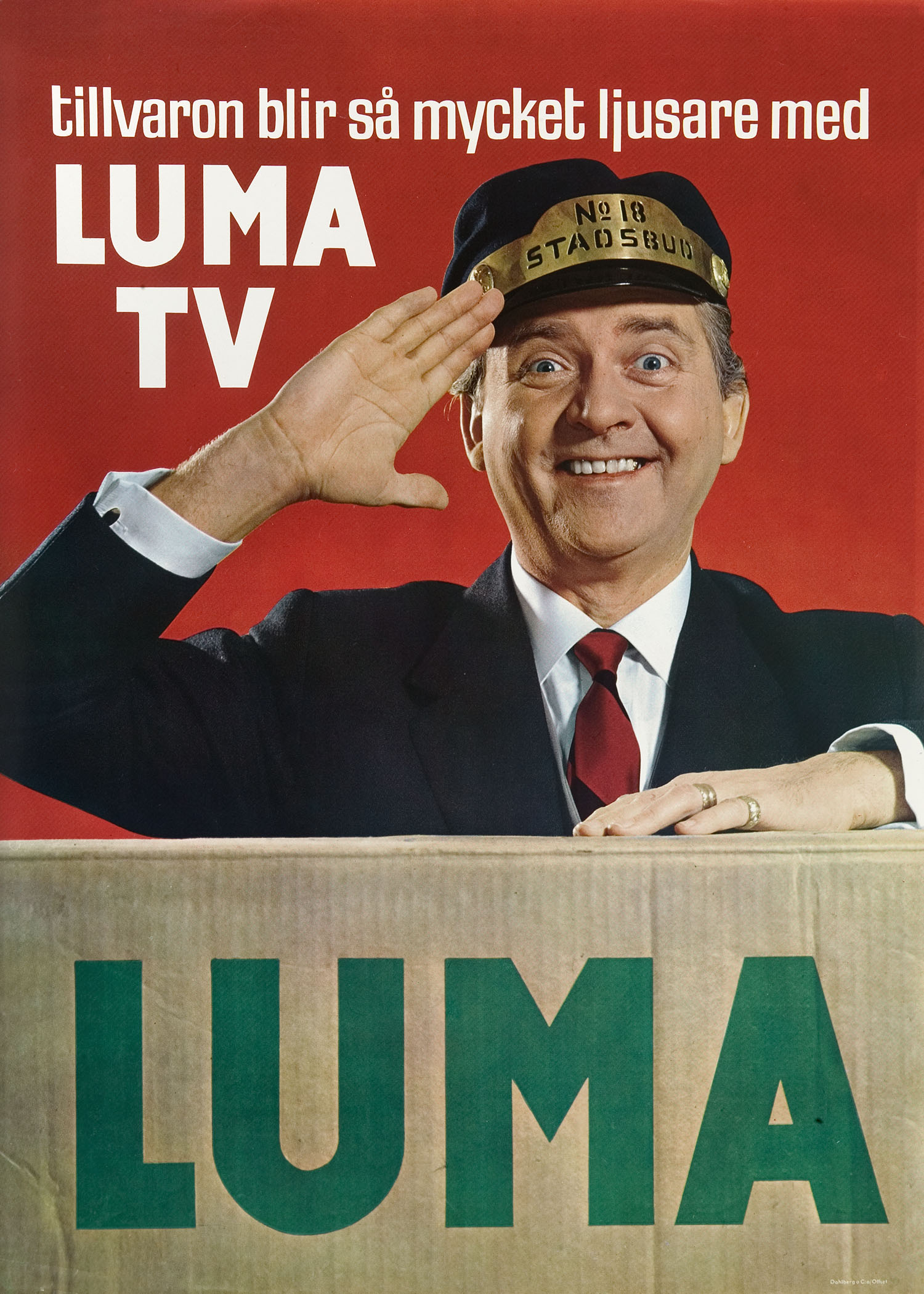
Reklam för Luma TV med Stig Järrel som stadsbud, 1960-tal.

Luma TV var en avdelning inom Luma som producerade tv-apparater i den av Kooperativa Förbundet ägda Lumafabriken i Södra Hammarbyhamnen i Stockholm. Tillverkningen skedde huvudsakligen på 1960- och 1970-talen. Två märken, Lumorama och Lumavision, är av intresse. De var innovativa och formgivna av Stig Lindberg.

## Allmänt
Luma etablerade sig tidigt på den unga svenska TV-marknaden och började redan 1959 att sammansätta TV-apparater i fabriken vid Hammarby. Man hade samarbete med bland annat tyska Wega, Körting Radio Werke, Tonfunk, finska Salora och amerikanska ITT. Delvis användes kompletta apparater som importerades och försågs med Lumas logo eller med svenskbyggda lådor där bland andra formgivaren Stig Lindberg stod för gestaltningen. 
Apparaterna såldes under varumärkena Lumorama, Lumona och Lumavision. Monteringen flyttade så småningom från Lumafabriken i Södra Hammarbyhamnen till fabriken i Kalmar. På 1970-talet tillverkades även färgteve-apparater som fick goda omdömen. 1971 bildade Luma ett särskilt dotterbolag för elektronik. I längden blev konkurrensen från bland andra Philips, Telefunken och Grundig allt tyngre och billiga produkter från Japan översvämmade marknaden. Luma TV såldes ut och upphörde.

### Lumorama

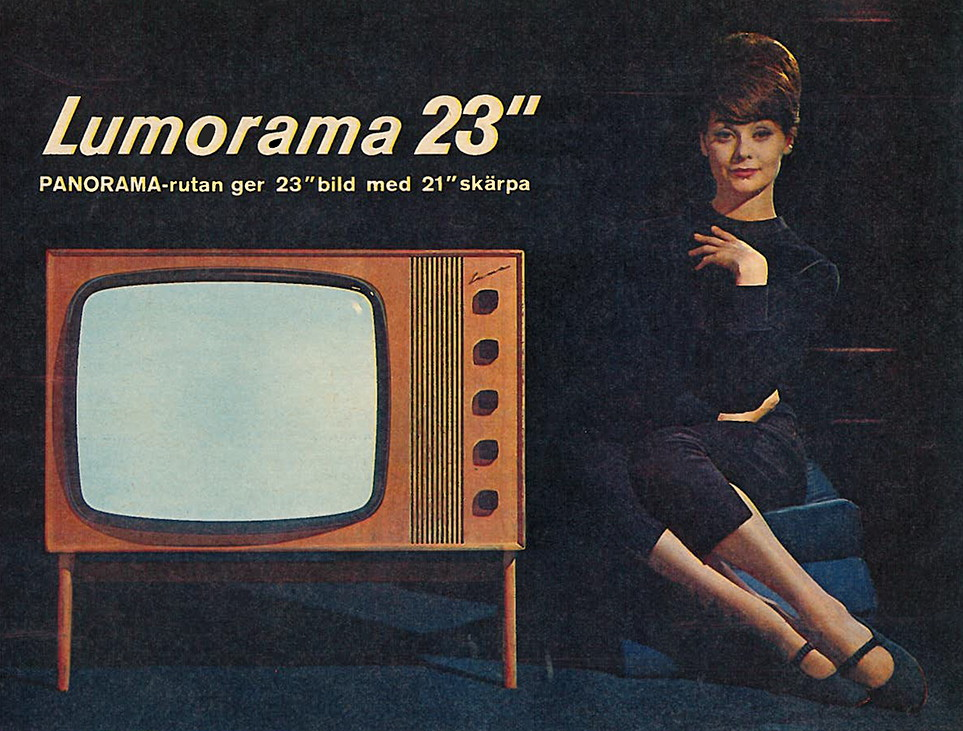
Luma TV Lumorama 23", 1961.

År 1959 presenterade Luma på Sankt Eriks-Mässan i Stockholm en prototyp av Lindbergs första tv-modell. Man arrangerade en pristävling om namnet som blev Lumorama vilken lanserades på nyåret 1960. Lumorama var Sveriges och troligen Europas första tv-apparat med 23 tums bildrör (det vanliga var 17 och 21 tum). 
Den hade inget extra skyddsglas framför bildröret utan skyddsglaset var hoplimmat med bildröret. Man fick på det viset en några centimeter grundare konstruktion och slapp dubbelreflexer samt damm mellan glas och skärm. 
Nyheten kallades av Luma ”panoramaruta”. På framsidans högra sida fanns fem rattar för inställning av bild och ljud. De var kvadratiska och i gråvit genomskinlig plast. Lumorama hade även automatisk bildhållning som eliminerade att bilden ”rullade”. Lumorama 23” stod på ben och kunde lutas framåt och bakåt för att bli ”tittarriktig”, som det stod i reklamen. Apparaten lanserades den 5 februari 1960 med en omfattande reklamkampanj i över 200 tidningar. Modellen fanns i teak eller ek och kostade 1 598 kronor (motsvarande knappt 20 000 kronor i 2020 års köpkraft). 
Året därpå utkom en Lumoramamodell: ”TV med rampljus”, även den gestaltad av Lindberg. Rampljus innebar att runt bildröret fanns en mask som inifrån belyses av en inbyggd ljusslinga. Meningen var att övergången mellan bildrörets ljus och att tv-bilden skulle upplevas lite större. Framgången var klen och facktidningen Radio och Television fann att bilden inte blev större med rampljuset utan snarare tvärtom. Modellen hade även en jalusi av ädelträ som man kunde dra för och dölja bildskärmen.

### Lumavision

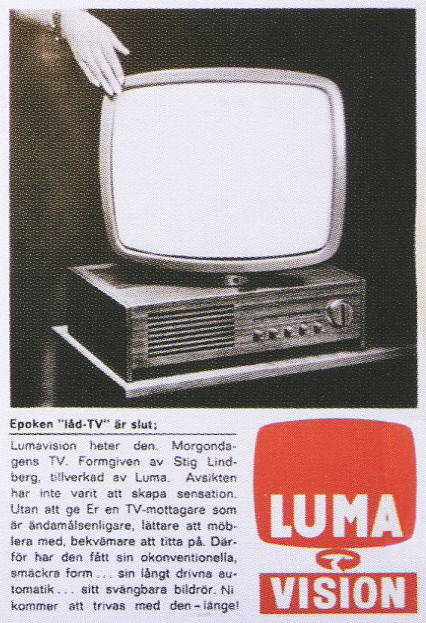
Lumavision reklam.

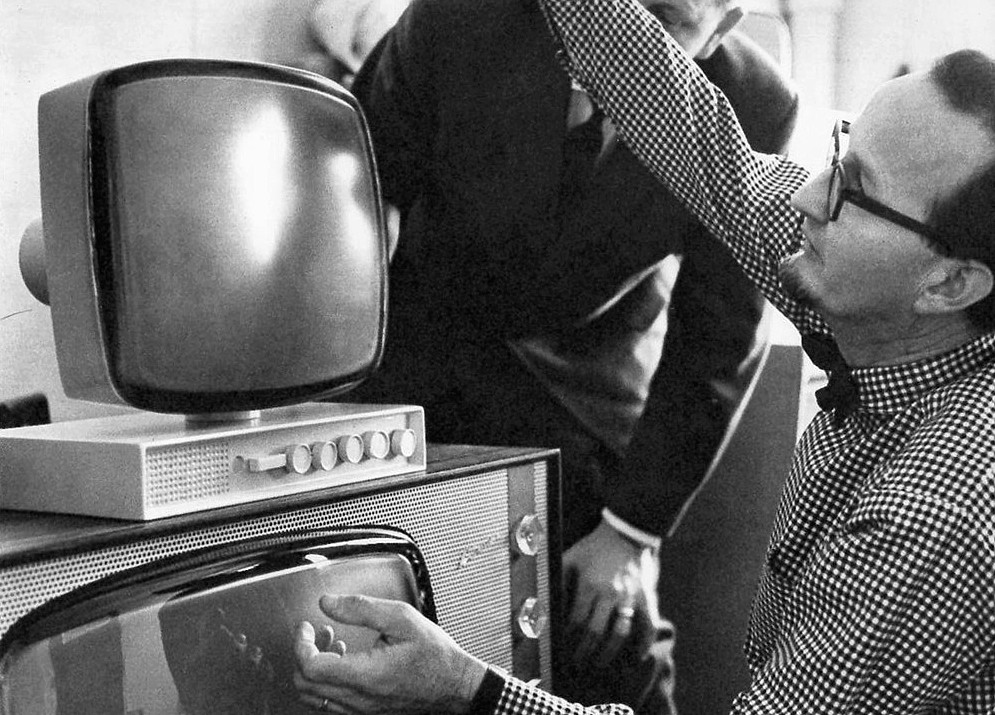
Stig Lindberg med en tidig formstudie till Lumavision, 1959.

Stig Lindbergs Lumavision är förmodligen den i dag mest ihågkomna tv-apparat från Luma. Designarbetena började redan 1959. På ett samtida foto syns Lindberg med en tidig formstudie. Den nya metoden att tillverka bildröret med pålimmat skyddsglas gav nya designmöjligheter. Nu kunde man ”befria” teven från sin klumpiga låda och samla mottagardelen i en liten låda under bildröret. För att få lådan så kompakt som möjligt var Lumavision delvis transistoriserad. Den hade nio rör (inklusive bildröret) och 18 transistorer.
Bildröret / bildskärmen kunde dessutom vridas 30 grader åt vardera håll, varför teven i folkmun även kallades ”pigtittaren”. I reklamen prisades den som ”morgondagens TV” och ”sensation”. Lumavision var en bords-tv, den skulle inte dominera rummet och den skulle vara lätt möblerbar. Lindberg ville dock inte skapa sensation utan var ut efter att visa en funktionalistisk formgivning som redovisade apparatens olika beståndsdelar - bildröret respektive mottagaren.
Lumavision kom ut på marknaden 1962 och producerades till 1963. Den hade en teak-låda och ett vitt, tättsittande plasthölje runt bildröret. Den fanns med 17” bildrör (LT 104) och med 19” (LT 319). Apparaten blev ingen större försäljningsframgång, den var dyr att producera och kunderna var inte mogna för Lindbergs futuristiska design. För genomsnittskonsumenten var formen för extrem och de som köpte en Lumavision var försvinnande få. Teven skulle inte avvika alltför mycket från de övriga möblerna i svenskarnas hem. Samma problem fick bland annat AGA Prisma ”hörn-TV:n”, design Bengt-Johan Gullberg som inte heller sålde bra.
Lumavision kopierades några år senare av Wega och såldes i Västtyskland under namnet Wegavision. En liknande apparat byggdes även av svenska Luxor och marknadsfördes under namnet Mirror. Även på andra håll i världen byggdes under samma period liknande apparater utan att väcka större köpintresse. På auktioner blandas dessa gärna ihop, men bara Lumavision från Luma är formgiven av Stig Lindberg. En LT 319 och LT 104 finns i Tekniska museets samlingar och en prototyp för LT 104 med vitlackerad låda ägs av Nationalmuseum i Stockholm.

### Bilder

En Lumavision LT 104
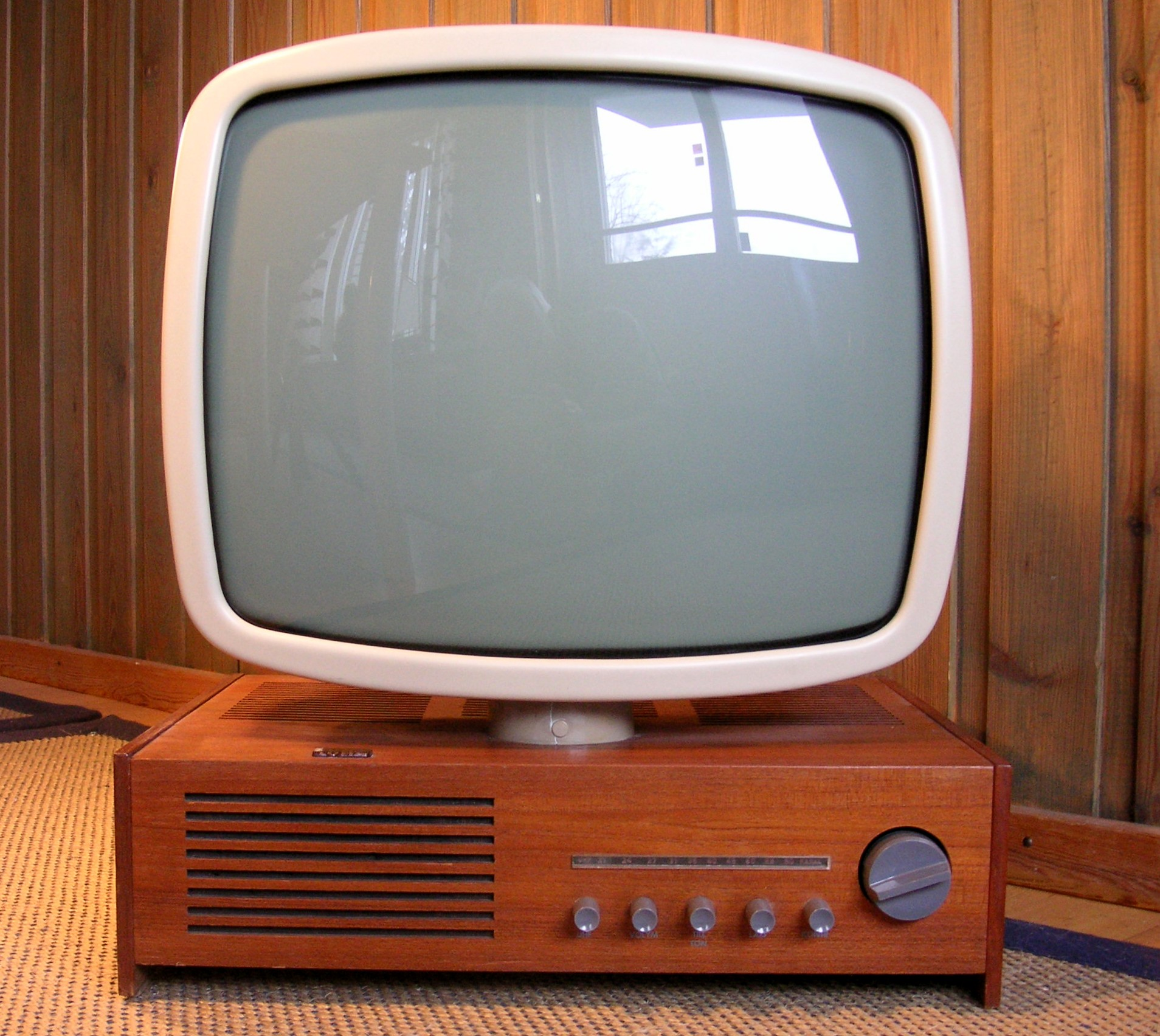
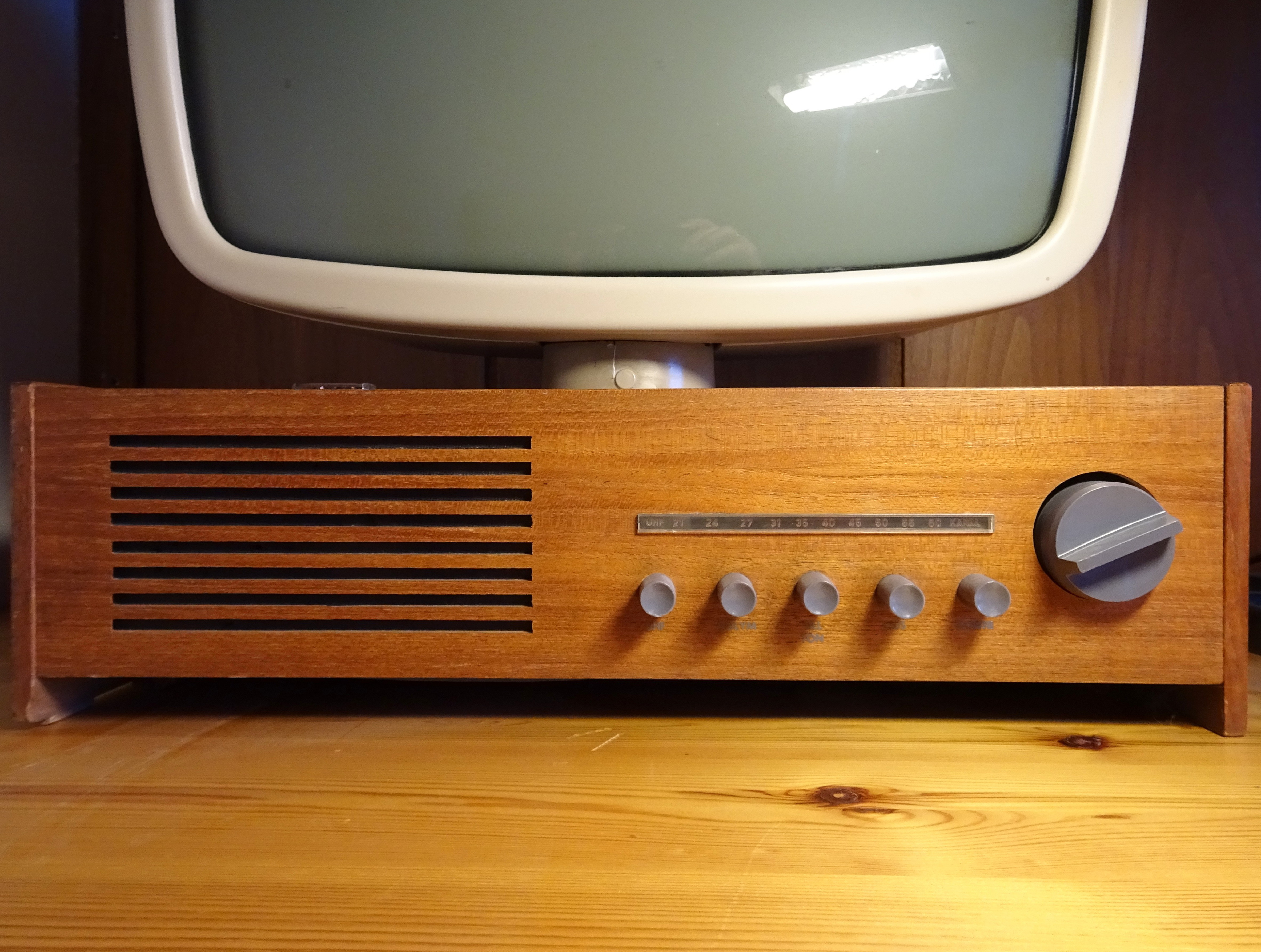
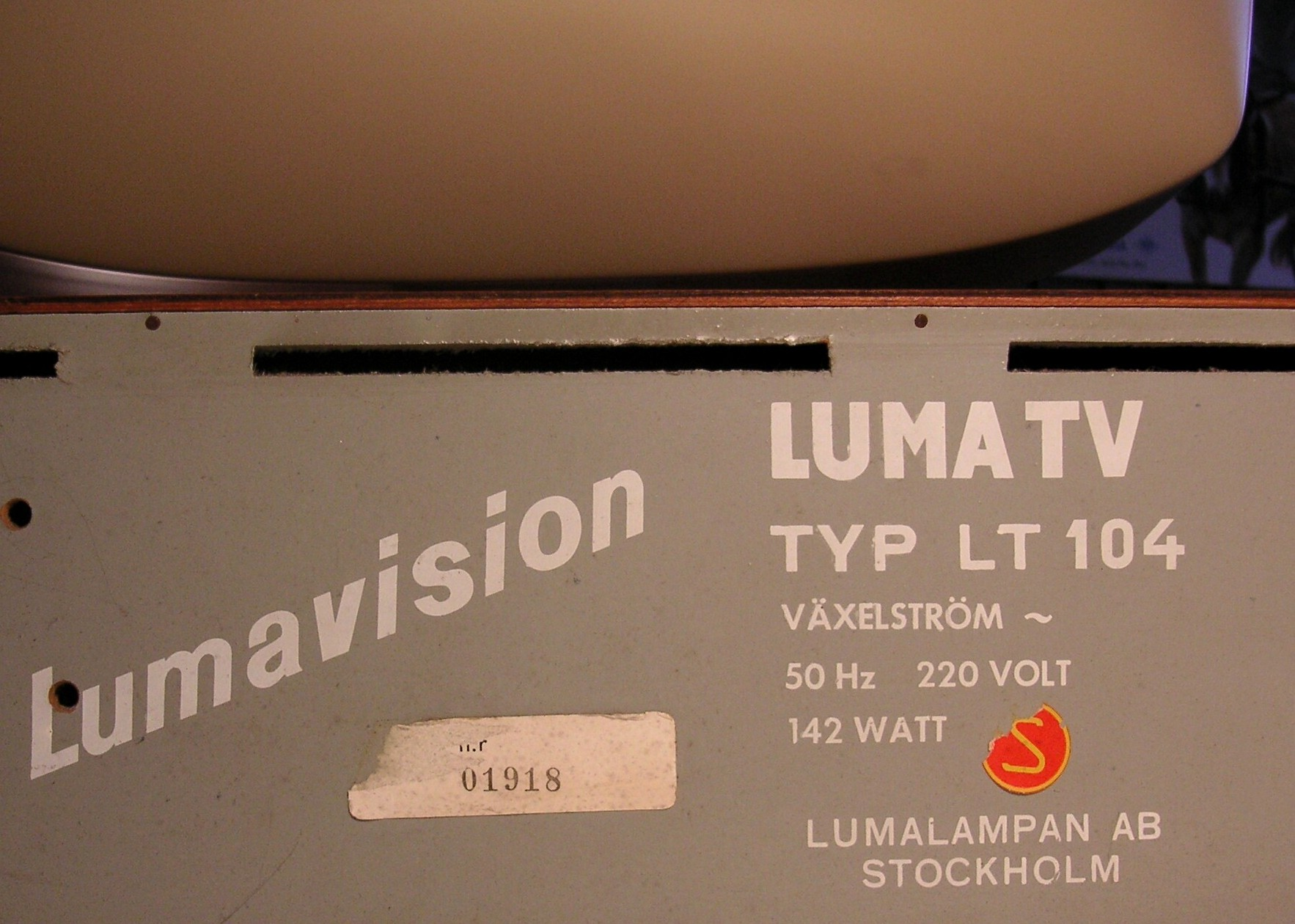
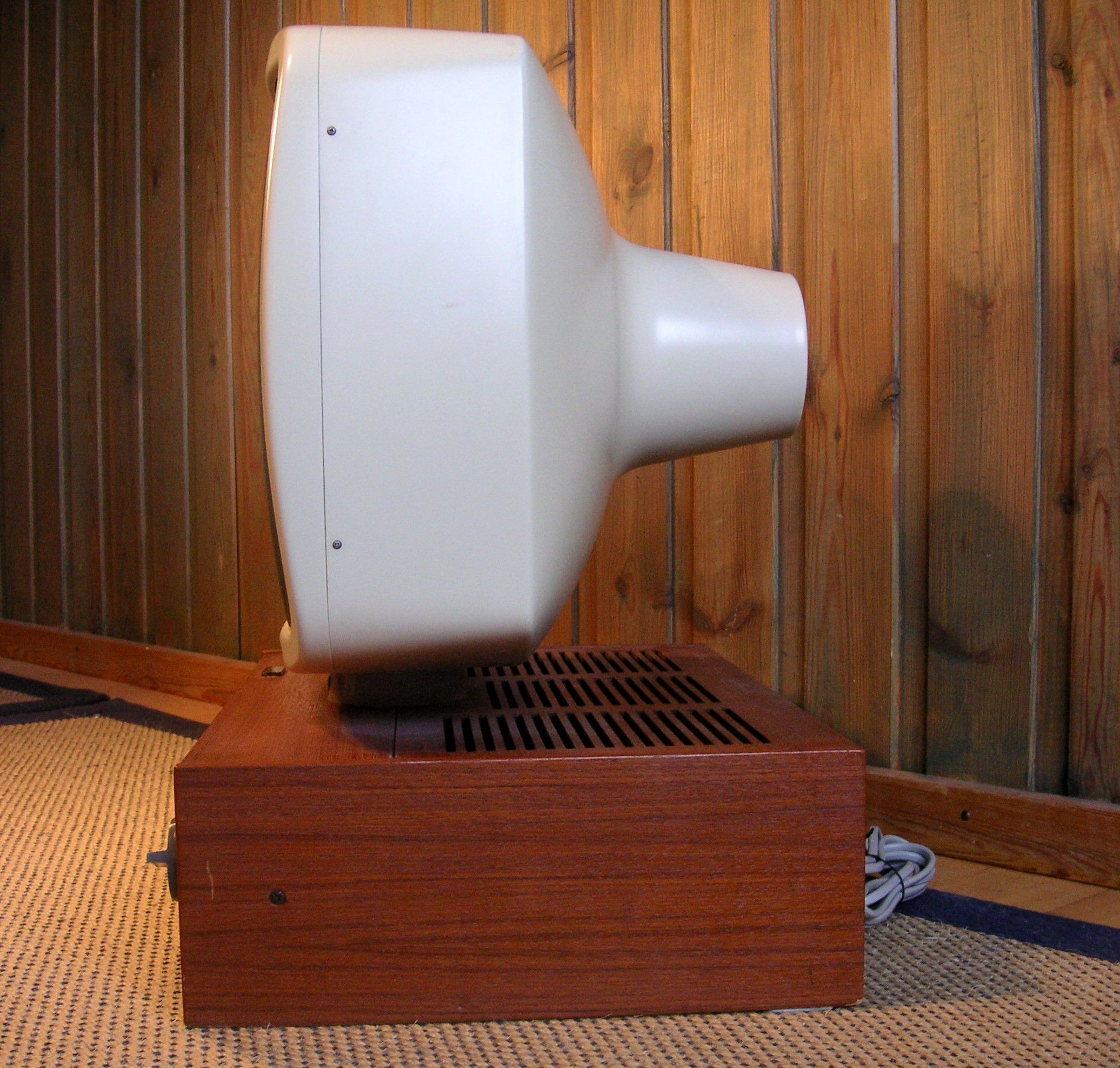

## Andra svenska radio- och tevetillverkare (urval)
- AGA-Baltic
- Centrum Radio
- Dux Radio
- Luxor
- Radiola